# Argophara
Argophara é um gênero de traça pertencente à família Agonoxenidae.